# Wioślarstwo na Letnich Igrzyskach Olimpijskich 2012 – dwójka podwójna kobiet
Dwójka podwójna to jedna z konkurencji wioślarskich rozegranych podczas Letnich Igrzysk Olimpijskich 2012, która odbyła się między 30 lipca a 3 sierpnia na obiekcie Dorney Lake. W rywalizacji wystartowało 10 osad.

## Terminarz
| Data            | Godzina |            |
| --------------- | ------- | ---------- |
| 30 lipca 2012   | 10:20   | Eliminacje |
| 31 lipca 2012   | 09:50   | Repasaże   |
| 3 sierpnia 2012 | 11:00   | Finały     |

## Wyniki
Dwie pierwsze osady z każdego wyścigu awansowały bezpośrednio do finału A, pozostałe zaś brały udział w repasażach

### Eliminacje
Bieg 1
| Pozycja | Tor | Zawodnicy                        | Państwo         | Czas    | Uwagi |
| ------- | --- | -------------------------------- | --------------- | ------- | ----- |
| 1.      | 2   | Anna Watkins Katherine Grainger  | Wielka Brytania | 6:44,33 | Q     |
| 2.      | 1   | Fi Paterson Anna Reymer          | Nowa Zelandia   | 6:49,44 | Q     |
| 3.      | 4   | Wang Min Zhu Weiwei              | Chiny           | 6:50,64 |       |
| 4.      | 5   | Elisabeth Hogerwerf Inge Janssen | Holandia        | 7:00,10 |       |
| 5.      | 3   | Lenka Antošová Jitka Antošová    | Czechy          | 7:05,05 |       |

Bieg 2
| Pozycja | Tor | Zawodnicy                           | Państwo           | Czas    | Uwagi |
| ------- | --- | ----------------------------------- | ----------------- | ------- | ----- |
| 1.      | 4   | Kim Crow Brooke Pratley             | Australia         | 6:48,80 | Q     |
| 2.      | 5   | Magdalena Fularczyk Julia Michalska | Polska            | 6:50,85 | Q     |
| 3.      | 3   | Margot Shumway Sarah Trowbridge     | Stany Zjednoczone | 6:55,25 |       |
| 4.      | 1   | Tina Manker Stephanie Schiller      | Niemcy            | 7:08,36 |       |
| 5.      | 2   | Hanna Krawczenko Ołena Buriak       | Ukraina           | 7:09,40 |       |

### Repasaż
Pierwsze dwie osady awansowały do finału A pozostałe do finału B
| Pozycja | Tor | Zawodnicy                        | Państwo           | Czas    | Uwagi |
| ------- | --- | -------------------------------- | ----------------- | ------- | ----- |
| 1.      | 3   | Wang Min Zhu Weiwei              | Chiny             | 7:09,65 | Q     |
| 2.      | 4   | Margot Shumway Sarah Trowbridge  | Stany Zjednoczone | 7:10,37 | Q     |
| 3.      | 1   | Lenka Antošová Jitka Antošová    | Czechy            | 7:11,68 |       |
| 4.      | 5   | Tina Manker Stephanie Schiller   | Niemcy            | 7:18,37 |       |
| 5.      | 2   | Elisabeth Hogerwerf Inge Janssen | Holandia          | 7:19,80 |       |
| 6.      | 6   | Hanna Krawczenko Ołena Buriak    | Ukraina           | 7:23,02 |       |

### Finały[5]
Finał B
| Pozycja | Tor | Zawodnicy                        | Państwo  | Czas    | Uwagi |
| ------- | --- | -------------------------------- | -------- | ------- | ----- |
| 1.      | 4   | Lenka Antošová Jitka Antošová    | Czechy   | 7:24,93 |       |
| 2.      | 2   | Elisabeth Hogerwerf Inge Janssen | Holandia | 7:29,57 |       |
| 3.      | 3   | Tina Manker Stephanie Schiller   | Niemcy   | 7:33,32 |       |
| 4.      | 1   | Hanna Krawczenko Ołena Buriak    | Ukraina  | 7:36,85 |       |

Finał A
| Pozycja | Tor | Zawodnicy                           | Państwo           | Czas    | Uwagi  |
| ------- | --- | ----------------------------------- | ----------------- | ------- | ------ |
| 1.      | 5   | Anna Watkins Katherine Grainger     | Wielka Brytania   | 6:55,82 | złoto  |
| 2.      | 6   | Kim Crow Brooke Pratley             | Australia         | 6:58,55 | srebro |
| 3.      | 3   | Magdalena Fularczyk Julia Michalska | Polska            | 7:07,92 | brąz   |
| 4.      | 2   | Wang Min Zhu Weiwei                 | Chiny             | 7:08,92 |        |
| 5.      | 4   | Fi Paterson Anna Reymer             | Nowa Zelandia     | 7:09,82 |        |
| 6.      | 1   | Margot Shumway Sarah Trowbridge     | Stany Zjednoczone | 7:10,54 |        |